# Pygmachia

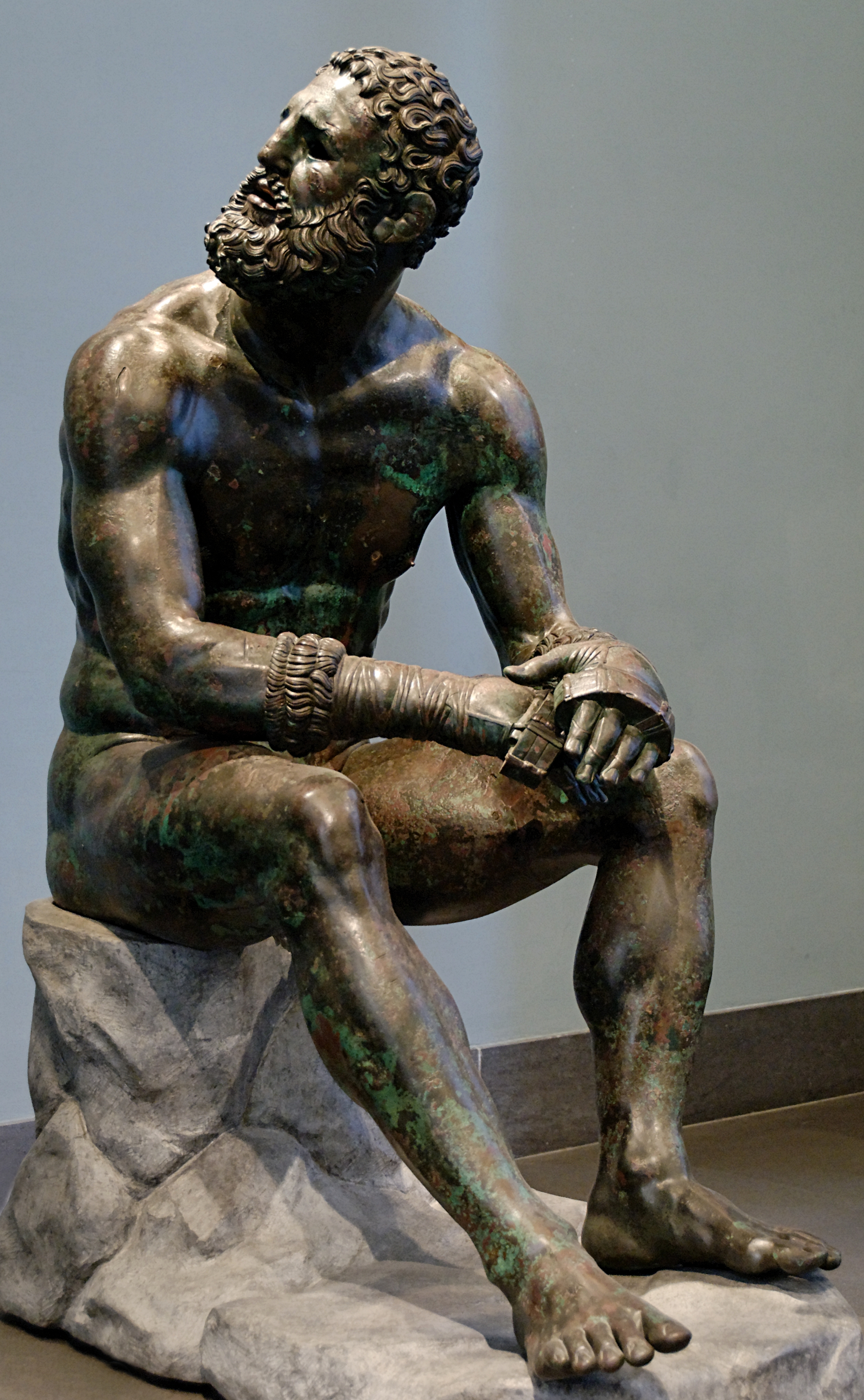
Boxaren från Quirinalen,bronsskulptur, 200-talet f.Kr. Palazzo Massimo alle Terme, Museo Nazionale Romano

Pygmachia (grekiska: Πυγμαχία, "nävkamp"), den urgamla grekiska formen av boxning daterar sig tillbaka åtminstone till arkaisk tid och Homeros Iliad (700-talet f.Kr), och praktiserades i olika sociala sammanhang i de grekiska stadsstaterna. De flesta kvarvarande källorna om den antika grekiska boxningen är fragmentariska eller legendariska och gör det svårt att återkonstruera dess regler, seder och historia i detalj, men det står klart att boxning med handskar var en betydande del av den grekiska idrottskulturen under den tidiga klassiska perioden.

## Ursprung

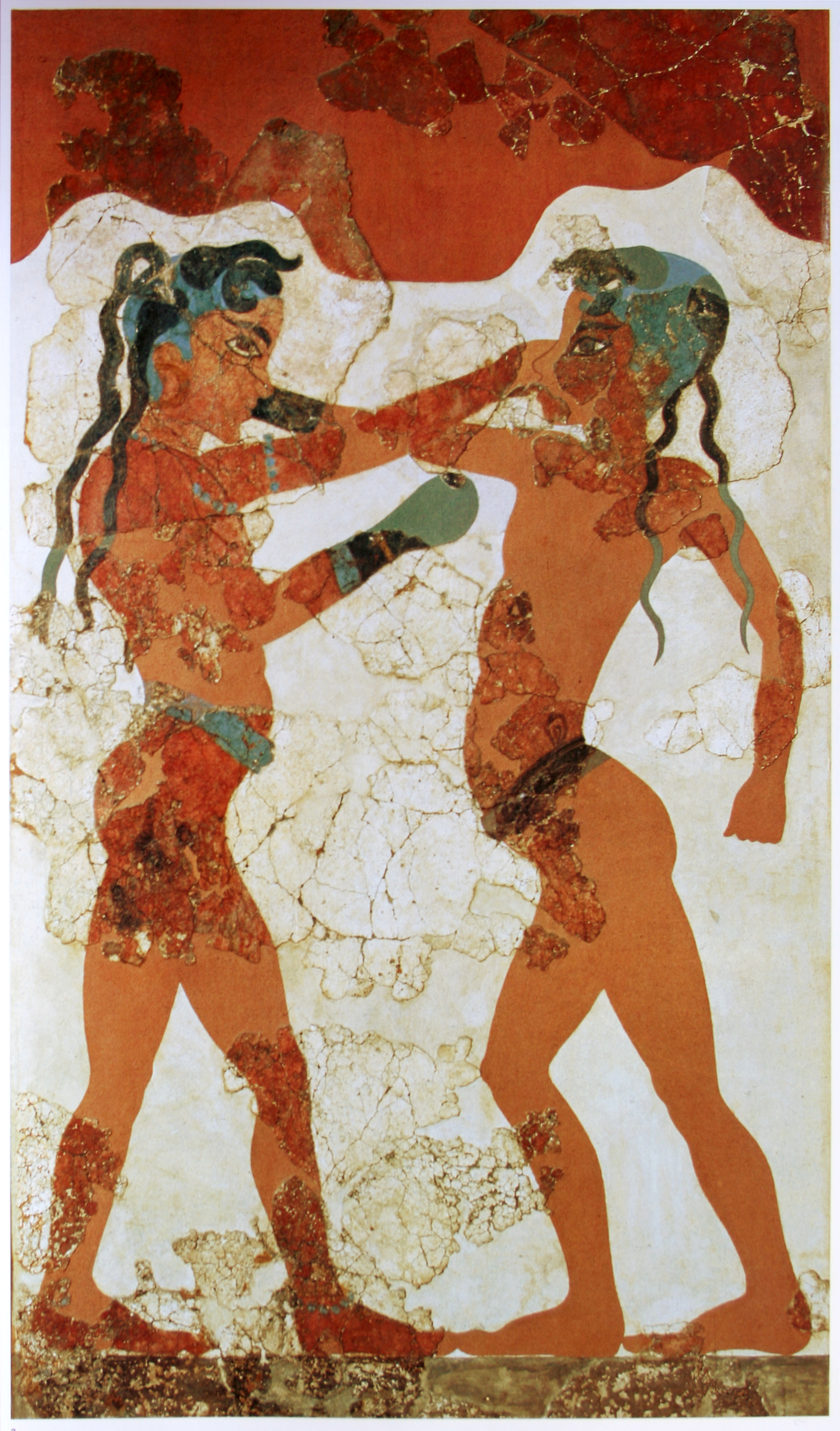
Minoiska ungdomar som boxas (1500 f.Kr.), fresk i Knossos. Det tidigaste belägget för användande av handskar.

Det finns arkeologiska och konstnärliga belägg för pygmachia (πύξ - pyx eller πυγμή - pygme på klassisk grekiska) så tidigt som de minoiska och mykenska perioderna. Det finns ett flertal legender om boxningens ursprung i Grekland. En legend berättar att hjälten Theseus uppfann en form av boxning där två män satt mittför varandra och slogs tills en av dem dog. Med tiden började boxarna kämpa stående iklädda handskar (kanske försedda med beslag) och lindor kring armarna, men i övrigt nakna.

Enligt Iliaden hade de mykenska soldaterna boxning med bland de tävlingsgrenar som avhölls till de stupades ära, men det är möjligt att Homeros' epos avspeglar senare grekisk kultur, och boxning var en av de grenar som hölls till Akilles fallne vän Patroklos minne mot slutet av det trojanska kriget. Det var till Patroklos åminnelse som grekerna senare införde boxning (pygme/pygmachia) i de olympiska spelen år 688 f.Kr. Deltagarna tränade på fyllda lädersäckar (grekiska: κώρυκος, korykos) och bar läderremsor (grekiska: ιμάντες, himantes) över händer (fingrarna lämnades fria), handleder och ibland bröstet för att skydda sig mot skador, men det fanns inga skydd för huvud eller ansikte.
Den lärde historikern Filostratos vidhöll att boxningen ursprungligen utvecklats i Sparta. De tidiga spartanerna ansåg hjälmar onödvändiga och boxning förberedde dem för de oundvikliga slag mot huvudet som de skulle få i striden. Spartaner deltog dock aldrig i boxningstävlingar, eftersom de ansåg sättet att förlora på skändligt.

## Utrustning

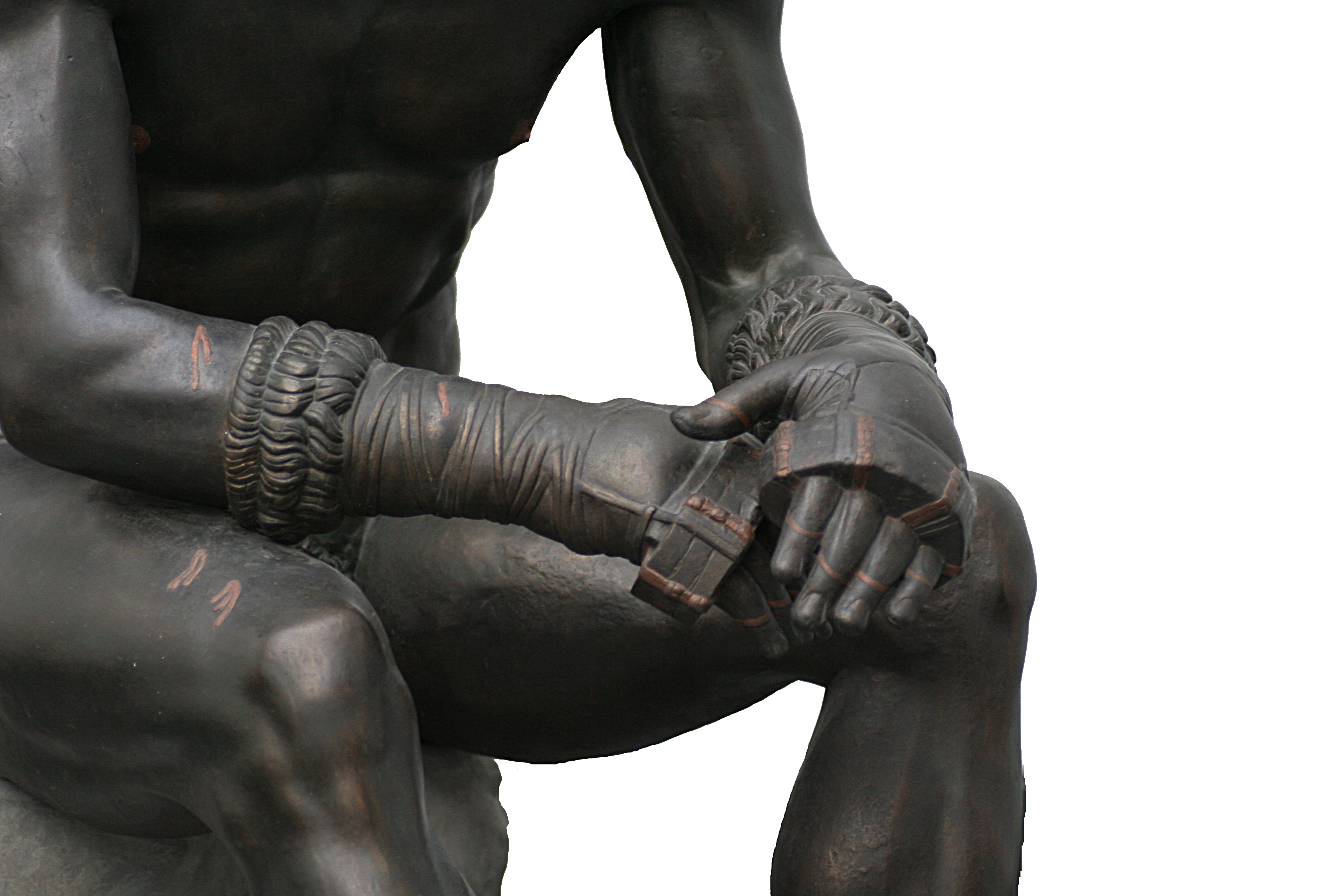
Läderremsor, detalj av "Boxare vilar efter matchen".

Fram till ungefär år 500 f.Kr. användes läderremsor (himantes) som skydd för knogarna och handen. De utgjordes av oxhudsstrimlor som var ungefär 3 till 3,7 m.
Runt år 400 f.Kr. infördes sfairai (grekiska: σφαιραι - sfärer, bollar). Sfairai liknade himantes, men var vadderade på insidan medan utsidan var hårdare och styvare.
Kort efter införandet av sfairai tillkom oxys (grekiska: οξυς - skarp, spetsig). De bestod av flera tjocka läderband runt handen, handleden och underarmen. En bit ull eller päls var fäst vid underarmen för att torka bort svett. Läderstöd gick upp längs underarmen och knogarna var också förstärkta med läder.
Ovanstående läderremmar omnämns ibland som cestus efter deras benämning på latin.
Korykos var motsvarigheten till våra dagars sandsäckar. De användes för träning i palaestra, var gjorda av läder och fyllda med sand eller frön .

## Regler

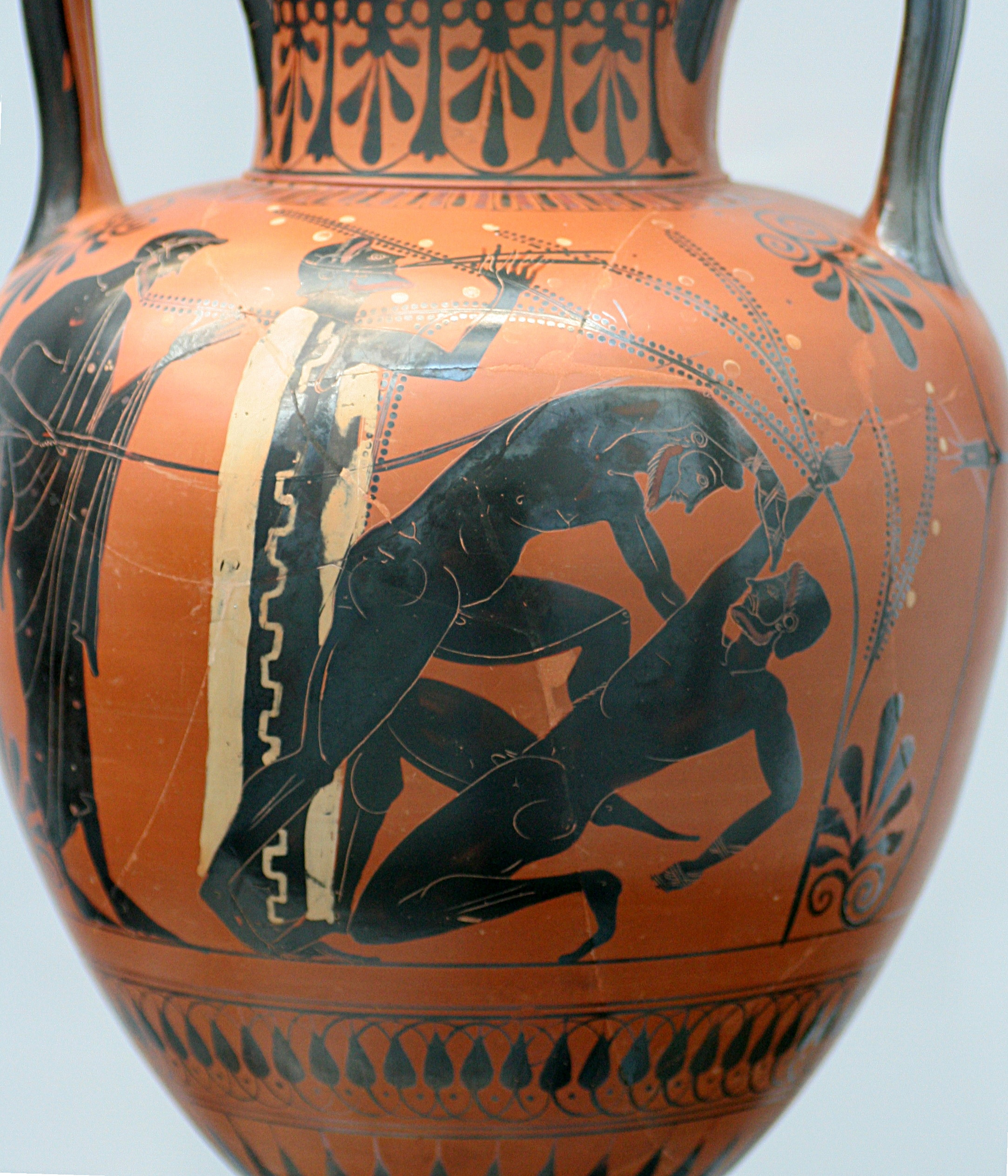
Den högra boxaren visar att han ger upp genom att höja fingret. Från Volci. Staatliche Antikensammlungen, München. (ca. 500 f.Kr)

De idag accepterade reglerna för den antika grekiska boxningen baseras på historiska referenser och avbildningar. På grund av det ringa antalet intakta källor och referenser till sporten, kan reglerna endast ungefärligen härledas.
- Inga fasthållningar eller brottning
- Alla typer av slag med handen var tillåtna, men inget grävande med fingrarna
- Ingen boxningsring eller motsvarande användes
- Det fanns ingen rondindelning eller tidsgränser
- Matchen var avgjord när en av de tävlande gav upp eller var oförmögen att fortsätta
- Ingen indelning i viktklasser och motståndarna lottades
- Domarna såg till att reglerna efterlevdes med hjälp av ett spö
- De tävlande kunde välja att utbyta slag växelvis och oskyddade om matchen varade för länge